# Chamonixia caudata
Chamonixia caudata är en svampart som först beskrevs av Zeller & C.W. Dodge, och fick sitt nu gällande namn av A.H. Sm. & Singer 1959. Chamonixia caudata ingår i släktet Chamonixia och familjen Boletaceae.   Inga underarter finns listade i Catalogue of Life.